# Lucius Cornelius Maluginensis Uritus Cossus
Pour les articles homonymes, voir Cornelius Maluginensis.
Lucius Cornelius Maluginensis Uritinus est un homme politique romain du Ve siècle av. J.-C., consul en 459 av. J.-C.

## Famille
Il est le fils de Servius Cornelius Maluginensis, consul en 485 av. J.-C., et le petit-fils d'un Publius Cornelius. Selon Tite-Live et Denys d'Halicarnasse, il est le frère de Marcus Cornelius Maluginensis, décemvir en 450 av. J.-C., mais il s'agirait plutôt de son fils si on se réfère à la filiation donnée par les Fastes capitolins pour Marcus qui lui donnent Servius Cornelius Maluginensis pour grand-père.
Tite-Live ne mentionne pas le cognomen Uritinus, ce dernier a été déduit de la lecture des Fastes capitolins (Maluginensis Ur[----]).

## Biographie
En 459 av. J.-C., il est consul avec Quintus Fabius Vibulanus. Leurs mandats se déroulent durant une période de troubles civils à Rome. En effet, les tribuns de la plèbe réclament le vote du projet de la lex Terentilia qui prévoit la mise par écrit des droits consulaires. Ils ne parviennent pas à empêcher la réélection des tribuns de la plèbe contestataires, Aulus Verginius (ca) et Marcus Volscius Fictor. Ce dernier est poursuivi en justice par les questeurs Aulus Cornelius et Quintus Servilius qui l'accusent de faux témoignage lors du procès de Kaeso Quinctius.
En plus de l'agitation politique interne, la République romaine est de nouveau en guerre avec ses ennemis traditionnels, les Èques et les Volsques, qui menacent la nouvelle colonie romaine d'Antium. La ville pourrait trahir Rome et se rallier aux Volsques dont elle est l'ancienne capitale.
Les consuls parviennent à mobiliser une armée malgré l’opposition des tribuns. Vibulanus part combattre les Volsques puis les Èques tandis que Maluginensis assure la protection de Rome. Vibulanus défait tout d'abord les Volsques, avant qu'ils n'aient pu effectuer leur jonction avec les Èques. Pendant ce temps, ces derniers s'emparent par surprise de la citadelle de Tusculum et Vibulanus abandonne son camp pour venir au secours de la ville qui, l'année précédente, a participé à la libération du Capitole en chassant les esclaves et bannis commandés par le Sabin Appius Herdonius.
Assiégés dans leur camp et dans la citadelle, les Èques, affamés au bout de quelques mois, abandonnent leurs positions et se font massacrer. Après plusieurs victoires de Vibulanus, Maluginensis quitte Rome, laissant la ville entre les mains du praefectus Urbi Lucius Lucretius Tricipitinus, et pénètre à son tour dans les territoires ennemis. Selon Denys d'Halicarnasse, il aurait repris la ville d'Antium qui a fait défection, mais Tite-Live émet des doutes sur ce détail. Revenus à Rome, les deux consuls célèbrent un triomphe. Les consuls achèvent ensuite les opérations de recensement de la population romaine.
En 449 av. J.-C., son frère ou son fils Marcus rejoint la deuxième commission des décemvirs et Lucius intervient en sa faveur durant les débats houleux avec le Sénat.

### Auteurs antiques
- Tite-Live, Histoire romaine, Livre III, 22-24/40 sur le site de l'Université de Louvain

### Auteurs modernes
- (en) T. Robert S. Broughton, The Magistrates of the Roman Republic : Volume I, 509 B.C. - 100 B.C., New York, The American Philological Association, coll. « Philological Monographs, number XV, volume I », 1951, 578 p.